# Beclometasona/formoterol/brometo de glicopirrônio

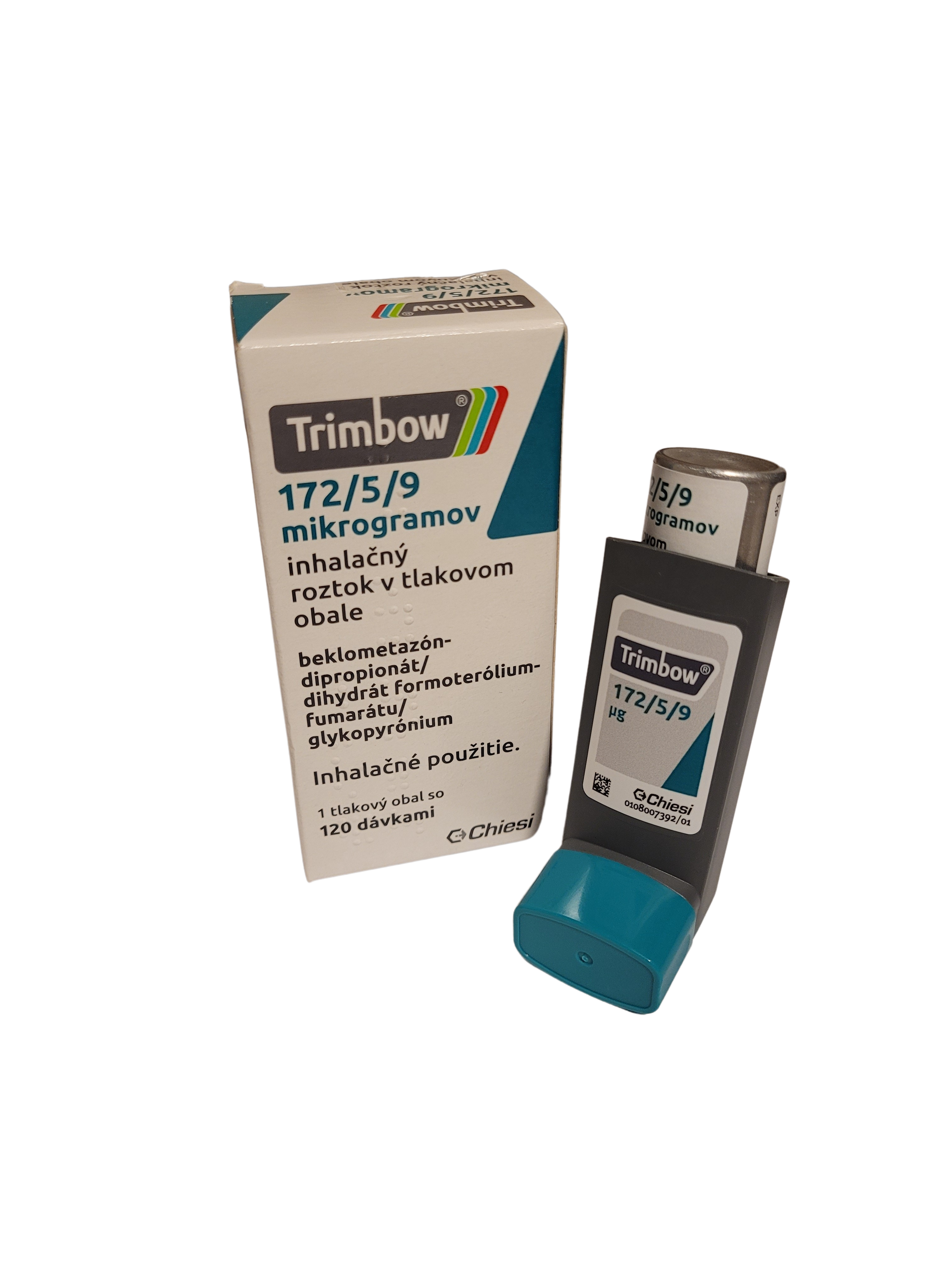
Caixa e inalador de Trimbow comercializado na Eslováquia

Beclometasona/formoterol/glicopirrônio (nomes comerciais: Trimbow, Trydonis, entre outros) é um associação medicamentosa inalável de dose fixa para o tratamento de asma e doença pulmonar obstrutiva crônica (DPOC). É composta por dipropionato de beclometasona, fumarato de formoterol di-hidratado e brometo de glicopirrônio.
Os efeitos colaterais incluem candidíase oral (uma infecção fúngica da boca causada por uma levedura chamada Candida), espasmos musculares e boca seca. -
Beclometasona/formoterol/glicopirrônio foi autorizado para uso na União Europeia em julho de 2017 e em abril de 2018.

## Usos médicos
A associação beclometasona/formoterol/brometo de glicopirrônio é indicada para o tratamento de manutenção em adultos com doença pulmonar obstrutiva crônica (DPOC) moderada a grave e asma, que não são adequadamente controladas por uma combinação de corticosteroide inalatório e agonista adrenérgico beta-2.
A beclometasona pertence a um grupo de medicamentos anti-inflamatórios conhecidos como corticosteroides. Isso leva a uma redução na liberação de substâncias que estão envolvidas no processo de inflamação, como a histamina, ajudando assim a manter as vias aéreas desobstruídas e permitindo que o paciente respire mais facilmente.
O formoterol é um agonista beta-2 de ação prolongada. Ele se liga aos receptores beta-2 nos músculos das vias aéreas. Ao ativar esses receptores, ele provoca o relaxamento dos músculos, o que ajuda a abrir as vias respiratórias e facilita a respiração.
O brometo de glicopirrônio é um antagonista do recetor muscarínico. Ele promove a abertura das vias aéreas ao bloquear os receptores muscarínicos nas células musculares dos pulmões. Como esses receptores ajudam a controlar a contração dos músculos das vias aéreas, bloqueá-los faz com que os músculos relaxem, permitindo que as vias aéreas permaneçam abertas e, com isso, facilita a respiração.

## História e pesquisa
O Trimbow foi autorizado para uso médico na União Europeia em julho de 2017, e o Trydonis recebeu autorização para uso médico na União Europeia em abril de 2018.
A combinação de beclometasona, formoterol e brometo de glicopirrônio demonstrou eficácia no alívio dos sintomas da DPOC em três estudos principais, que envolveram mais de 5 500 participantes cujos sintomas não haviam sido controlados previamente por combinações de dois outros medicamentos para DPOC ou pelo uso isolado de um antagonista dos receptores muscarínicos.
No primeiro estudo, com duração de um ano, após 26 semanas de tratamento, a combinação melhorou o VEF1 (volume expiratório forçado no primeiro segundo; isto é, a quantidade máxima de ar que uma pessoa pode expirar em 1 segundo) dos participantes de 82 ml antes da dose para 261 ml após a admnistração de uma dose fixa de Trimbow. Em comparação, o VEF1 aumentou 1 ml antes da dose e 145 ml após a dose nos participantes tratados com um medicamento contendo apenas dois dos princípios ativos da combinação (beclometasona e formoterol).
No segundo estudo, com duração de um ano, os participantes tratados com a combinação apresentaram 20% menos exacerbações ao longo do ano em comparação às pessoas tratadas com tiotrópio (um antagonista dos receptores muscarínicos). Neste estudo, a combinação beclometasona/formoterol/brometo de glicopirrônio foi tão eficaz quanto a associação de tiotrópio [en] com beclometasona e formoterol na redução do número de exacerbações.
No terceiro estudo, com duração de um ano, as pessoas tratadas com a combinação tiveram 15% menos exacerbações por ano do que aquelas tratadas com uma combinação de indacaterol (um agonista beta-2 de ação prolongada) e glicopirrônio.